# Бонага, Эйбир
Эйбир Ольмедо Бонага Серрат (исп. Eybir Olmedo Bonaga Cerrud; род. 19 мая 1986, Чирики, Панама) — панамский футболист, полузащитник клуба «Санта-Хема». Выступал за сборную Панамы.

## Клубная карьера
Бонага начал карьеру в клубе «Атлетико Чирики». В 2006 году он дебютировал в чемпионате Панамы. Отыграв четыре сезона в «Атлетико», Эйбир перешёл в «Сан-Франсиско». 30 января 2011 года в матче против «Арабе Унидо» он дебютировал за новую команду. 12 марта в поединке против «Тауро» Бонага забил свой первый гол за "Сан-Франсиско". В январе 2012 года Эйбир должен был перейти в словацкий «Ружомберок», но из-за проблем с документами трансфер не был осуществлён и Бонага на правах аренды стал футболистом колумбийского «Бояка Чико». В апреле в матче против «Мильонариос» он дебютировал в Кубке Мустанга. Летом Бонага вернулся в «Сан-Франсиско». В 2014 году он в составе клуба стал чемпионом Панамы.
В январе 2018 года Бонага перешёл в клуб «Санта-Хема». 9 ноября того же года в матче чемпионата с «Альянсой» Эйбир и два его одноклубника, Джон Претельт и Хосе Луис Гарсес, осуществили нападение на судью. За применение физического насилия 5 декабря исполнительный комитет Панамской федерации футбола отстранил всех троих игроков от любой футбольной деятельности на два года.

## Международная карьера
30 января 2009 года в матче Кубка наций Центральной Америки против сборной Гондураса Бонага дебютировал за сборную Панамы. 11 января 2013 года в поединке против сборной Гватемалы Эйбир забил свой первый гол за национальную сборную.
В 2011 году Бонага принял участие в розыгрыше Золотого кубка КОНКАКАФ. На турнире он принял участие в поединках против команд Канады и США.
В 2013 году Эйбир помог сборной выйти в финал Золотого кубка КОНКАКАФ. На турнире он сыграл в матчах против сборных Кубы и Канады.

### Голы за сборную Панамы
| #   | Дата           | Место                             | Противник | Счёт | Результат | Соревнование      |
| --- | -------------- | --------------------------------- | --------- | ---- | --------- | ----------------- |
| 01. | 11 января 2013 | Роммель Фернандес, Панама, Панама | Гватемала | 1:0  | 3:0       | Товарищеский матч |

## Достижения
Командные
 «Сан-Франсиско»
- Чемпионат Панамы по футболу — Апертура 2014

Международные
 Панама
- Золотой кубок КОНКАКАФ — 2013
- Золотой кубок КОНКАКАФ — 2011